# When I'm Gone (canción de 3 Doors Down)
«When I'm Gone» es el primer sencillo de la banda estadounidense de rock alternativo 3 Doors Down en su segundo álbum Away from the Sun.  Alcanzó el puesto n.º  4 en el Billboard Hot 100 gráfico en abril de 2003. La canción también pasó diecisiete semanas en la cima del Billboard Hot Mainstream Rock Tracks a partir de noviembre de 2002 y marzo de 2003, convirtiéndose en uno de los de más larga duración sencillos número uno en esa tabla. 

## Vídeo musical
Hay 2 vídeos para la canción. El vídeo oficial fue dirigido por The Emperor (Jeff Panzer). Cuenta con la banda tocando en vivo en el US George Washington en el mar Mediterráneo , el 2 de octubre de 2002. El vídeo está dedicado a todo el personal militar que están luchando en el extranjero.
El vídeo original cuenta con los miembros de la banda en un pantano, siendo enterrados vivos mientras tocan la canción. Sólo se emitió en MuchMusic EE. UU. en los EE. UU.

## Lista de canciones
- AUS version

1. «When I'm Gone» (Álbum versión) - 4:20
2. «Changes» (Álbum versión) - 3:56
3. «Living a Lie» (pista inédita) - 3:35
4. «Pop Song» 3:12

- Tracks Off Various Versions

1. «When I'm Gone» (Radio edit) - 3:02

## Posicionamiento en lista
| Lista (2002–03)                         | Posiciones |
| --------------------------------------- | ---------- |
| Australian Singles Chart                | 64         |
| Canadian Singles Chart                  | 10         |
| Dutch Singles Chart                     | 95         |
| US Billboard Hot 100                    | 4          |
| US Billboard Top 40 Mainstream          | 1          |
| US Billboard Hot Modern Rock Tracks     | 2          |
| US Billboard Hot Adult Top 40 Tracks    | 3          |
| US Billboard Hot Mainstream Rock Tracks | 1          |